# Aporocidaris
Aporocidaris is een geslacht van zee-egels uit de familie Ctenocidaridae.

## Soorten
- Aporocidaris antarctica Mortensen, 1909
- Aporocidaris eltaniana Mooi, David, Fell & Choné, 2000
- Aporocidaris fragilis A. Agassiz & H.L. Clark, 1907
- Aporocidaris incerta (Koehler, 1902)
- Aporocidaris milleri (A. Agassiz, 1898)
- Aporocidaris usarpi Mooi, David, Fell & Choné, 2000